# NGC 6577
NGC 6577 is een elliptisch sterrenstelsel in het sterrenbeeld Hercules. Het hemelobject werd op 7 augustus 1864 ontdekt door de Duitse astronoom Albert Marth.

## Synoniemen
- UGC 11148
- MCG 4-43-9
- ZWG 142.17
- NPM1G +21.0543
- PGC 61543